# Площадь 1905 года (Екатеринбург)
Площадь 1905 года (часть — бывшая Церковная, другая часть — бывшая Торговая, Главная торговая, в 1833—1919 — Кафедральная, с 1919 года — площадь 1905 года) — главная площадь Екатеринбурга, расположенная в центре города на правом берегу Исети. В народе её именуют «площадью пятого года».
В современном виде сложилась в 1930 году, после сноса стоявшего здесь Богоявленского собора, как общее пространство двух ранее существовавших площадей: Кафедральной и Главной торговой. На площадь выходят улицы Вайнера, Урицкого, Володарского, 8 Марта и Банковский переулок. С запада и востока площадь пересекает проспект Ленина.

## История

### XVIII — начало XX вв.
Площадь возникла в первые годы строительства Екатеринбурга и скоро стала центральным местом торговли, в связи с чем её назвали Торговой. В восточной части в одноэтажном мазанковом здании располагалась Горная канцелярия, в 1739 году здание стало каменным, к 1835 году здание было реконструировано в стиле классицизм (арх. М. П. Малахов).
В 1745—1747 годах на площади построена деревянная Богоявленская церковь. В 1771—1774 годах рядом с церковью на площади построен каменный двухэтажный Богоявленский собор.
В XVIII веке на южной стороне площади был выстроен одноэтажный Гостиный двор (Старый Гостиный двор). В XIX веке площадь вымощена брусчаткой, сохранившейся до наших дней. В 1833 году собор приобрёл статус кафедрального, площадь стала называться Кафедральной. В 1820-х годах строятся дома купцов Коробковых (возможно с участием арх. М. П. Малахова), в середине XIX века в северной части площади возводятся дома купцов Савельева (1842, арх. Э.Сорториус) и Шабалина, в 1903 объединив здания в одно, в нём разместился Сибирский торговый банк. В 1860-х гг. к Кафедральному собору была пристроена галерея с западной стороны. В конце 1880-х один из домов купцов Коробковых был реконструирован в эклектичном стиле (возм. с участием арх. А. И. Падучева), в нём размещался «магазин жирардовских мануфактур», в эти же годы построено здание Волжско-Камского банка. В 1890-е годы на северной стороне построен особняк Тупиковых (арх. Ю. О. Дютель, в стиле эклектики с элементами барокко). К началу XX века Старый Гостиный двор пришёл в ветхое состояние и в 1902 году сильно пострадал от пожара. После этого был возведён Новый Гостиный двор, двухэтажный. В 1906 году напротив собора на парадном постаменте установлен отлитый из уральского чугуна памятник Александру II, в ансамбле площади получила выражение идея самодержавия и православия. Памятник был свергнут с пьедестала революционно настроенными солдатами в 1917 году.

### 1905 год
Площадь стала центром революционных событий начала XX века в городе. 1 мая 1905 года на площади состоялась первая политическая демонстрация и митинг.
19 октября 1905 года на площадь вышли студенты и гимназисты, чтобы обсудить «Высочайший Манифест об усовершенствовании государственного порядка», изданный императором Николаем II. Однако митингующие столкнулись с черносотенцами и казаками. Конфликт перерос в побоище. Судебный процесс по делу о массовых беспорядках был открытым и широко освещался в местной прессе. На скамье подсудимых оказались 24 человека. Их обвиняли в том, что «19 октября 1905 года они принимали участие в скопище, собравшемся в Екатеринбурге на площади Кафедрального и Екатерининского соборов и причинили соединёнными силами побои, раны и другие телесные повреждения евреям, учащимся средних и высших учебных заведений и другим лицам вследствие побуждений, проистекших из племенной и религиозной вражды к евреям, а также и из экономических отношений на почве недовольства невыгодными последствиями забастовок и смут, приписываемых деятельности евреев и других потерпевших».
Из обвинительного заключения: «19 октября на Кафедральной площади собралась небольшая группа людей, по-видимому, организаторов митинга; среди них были и евреи, в ожидании публики собравшиеся начали петь. Некоторые из выходящих из церкви по окончании службы, слыша пение у собора выражали на это обстоятельство неудовольствие, видя в нём оскорбление своего религиозного чувства. Так в толпе народа раздавались возгласы: „Вот до чего дожили, даже церкви не хотят пощадить, недостаёт, чтобы в церковь зашли и запели“»
В ноябре 1919 года в честь революционных событий, переименована в «Площадь 1905 года».

### 1917—1919 годы
В дни Февральской революции, 4 марта 1917 года на площади собрался первый митинг, прошла первая майская манифестация. 26 октября 1917 года большевики объявили здесь о победе Октябрьской революции. В годы гражданской войны с площади уходили на фронт первые красноармейские отряды.
В начале 1918 года на площади похоронили красногвардейцев, погибших в боях с атаманом Дутовым. В августе 1919 году останки были перенесены на пустырь перед Народным домом (ныне площадь Коммунаров).
14 июля 1919 года состоялся первый парад Красной Армии, освободившей город от бело-чехословацкого корпуса.

### После 1920 года
1 мая 1920 года на постаменте, вместо памятника Александру II, установлен памятник Освобождённому труду, скульптора С. Д. Эрьзи, в 1926 этот памятник был демонтирован.
В 1928 году на северной стороне построен 5-этажный жилой дом (в духе конструктивизма). В особняке Тупиковых в октябре 1917 года размещалось Бюро народного университета, а в марте 1918-го — центр борьбы с контрреволюцией. В июле 1918 года — Военная комендатура. В 1920-е гг. по проекту инженера С. В. Новосельского над домом был возведён второй этаж. В здании находились хозяйственные учреждения, ведавшие бумажной и лесной промышленностью, а с 1935 разместился Дом Политпросвещения.
В 1930 году Кафедральный собор был снесён по решению Городского Совета. В помещении Сибирского банка разместился Губфинотдел, позднее — Верх-Исетский. 1929 на южной стороне разбит сквер перед зданием биржи (архитектор С. В. Домбровский, «Сквер у Пассажа»).
В 1929—1930 годах по площади были проложены две линии трамвая.
В 1934 году здание Горного правления отдано Консерватории.
Вместо «магазина жирардовских мануфактур» открылся магазин «Политическая книга».
В 1930—1931 годах Новый Гостиный двор достраивается до пяти этажей, в 1947—54 по проекту архитектора Г. А. Голубева капитально перестраивается главный фасад, возводится башня с золочёным шпилем и часами — курантами, по периметру крыши установлены гипсовые фигуры. В здании размещаются Исполком городского Совета депутатов трудящихся и городской комитет КПСС, то есть «Горсовет». 5 ноября 1957 года над трибуной был установлен памятник В. И. Ленину, скульптор В. И. Ингал. Площади придан образ «колыбели революции».
В 1967 году к зданию Консерватории был сделан боковой пристрой, где разместился концертный зал Консерватории. После переезда Дома Политпросвещения в 1970 году, в 1981 году решением исполкома Свердловского областного совета народных депутатов дом передаётся Свердловскому отделению Всероссийского театрального общества для размещения в нём Дома актёра. В особняке начинаются ремонтные работы, а 31 октября 1988 года открывается Дом актёра. С декабря 1991 года вместо городского исполнительного комитета Совета народных депутатов в здании Горсовета — Администрация города Екатеринбурга.
В 1994 году вблизи площади открылась станция екатеринбургского метро «Площадь 1905 года».
После реставрации в 1999 году в доме № 27 разместился Гута-банк, в 2008 году вместо него открылся банк ВТБ.
C 2006 в квартале с бывшими домами купцов Коробковых (пр. Ленина, 23 и 25) начата полная реконструкция, от домов оставлены лишь фасады, открытие ТЦ «Европа» было намечено на июнь-август 2009 и состоялось 15 октября 2009.
В 2008 году при проведении работ по замене старой брусчатки были обнаружены многочисленные захоронения. Предполагается, что, в основном, они принадлежат священнослужителям, похороненным при Кафедральном соборе. Через несколько дней были проведены молебны на этом месте служителями Храма во имя Иннокентия Московского.
8 марта 2012 началась реконструкция здания «Пассажа», превратившаяся фактически в снос здания и вырубку «Сквера у Пассажа», вызвавшие бурные дискуссии и протесты горожан)

## Праздники
С 31 декабря 1947 года ежегодно, в новогодние праздники на площади — главная городская новогодняя ёлка и снежный городок.
До 1991 года на площади, в дни праздников 1 мая и 7 ноября проходили демонстрации трудящихся, в 1930—1960-е годы вечером (вплоть до 2 часов ночи) в эти дни на площади проходили «народные гулянья», сооружалась импровизированная сцена. С тех лет 9 мая на площади — традиционный парад войск Уральского гарнизона.
Во время военного парада 1 мая 1951 года лошадь по кличке Мальчик сбросила наземь маршала Г. К. Жукова, в те годы командующего Уральским военным округом.
В 1980-е годы в День Города на площади организовывались торговые ряды.
29 декабря 1989 года на площади перед зданием Горсовета состоялся митинг, на котором горожане высказывали недовольство действиями партийных и государственных властей, эти события привели к созданию Комитета 29 декабря. В 1990-е годы проходили митинги представителей различных политических организаций.
В праздники на площади проходят концерты. В будни в центре площади — большая автостоянка. В марте 2016 года администрацией Екатеринбурга было принято решение убрать с площади стоянку автомобилей.
- Ледовый городок на площади